# 미조
《미조》는 2014년에 개봉한 대한민국의 드라마 영화이다.

## 캐스팅
- 이효
- 윤동환
- 신소미
- 이정용
- 김민혁
- 이도현